# Astvatzatour Ier de Hamadan
Astvatzatour ou Asdvadzadour Ier de Hamadan ou Hamatanc‘i (en arménien Աստվածատուր Ա Համադանցի) est Catholicos de l'Église apostolique arménienne de 1715 à 1725.

## Biographie
Astvatzatour (en français « Dieudonné »), né à Hamadan, est élu Catholicos le 7 mai 1715.
Comme son homologue le Catholicos d'Albanie du Caucase, Isaïe Hasan Jalalian (1702-1728), Astavatzatour est en relation avec Pierre le Grand lorsque les troupes russes envahissent en 1722 et occupent les provinces nord-ouest de l’Iran, situées le long de la mer Caspienne.
En mars 1724, alors que l’armée ottomane commandée par Abdullah Pacha marche à son tour sur Erevan, le Catholicos se trouve à Tabriz auprès de Chah Tahmasp II, pendant que les Arméniens de la région, sous le commandement des méliks locaux, font face bravement aux envahisseurs avec les troupes de Mirh Ali, le gouverneur iranien de la ville. Après leur victoire et la prise d’Erevan le 7 juin 1724, les Ottomans sollicitent sa médiation entre eux et les forces arméniennes de la région, qui restent menaçantes. 
Il meurt dès le 10 octobre 1725. Son successeur, Garabed II de Zeytoun, est élu et consacré à Constantinople en 1726 et ne rejoint Etchmiadzin qu’en 1728.